# Sō Fujitani
Sō Fujitani (藤谷 壮 Fujitani Sō?, Kōbe, Hyogo, 28 de octubre de 1997) es un futbolista japonés que juega como defensa en el Reilac Shiga de la Japan Football League.

## Trayectoria

### Clubes
| Club                   | País  | Año       |
| ---------------------- | ----- | --------- |
| Vissel Kobe            | Japón | 2015-2020 |
| Giravanz Kitakyushu    | Japón | 2021-2022 |
| Matsumoto Yamaga F. C. | Japón | 2023-2024 |
| Reilac Shiga           | Japón | 2025-     |

## Palmarés

### Títulos nacionales
| Título             | Club        | País  | Año  |
| ------------------ | ----------- | ----- | ---- |
| Copa del Emperador | Vissel Kobe | Japón | 2019 |
| Supercopa de Japón | Vissel Kobe | Japón | 2020 |